# Besnik Musaj
Besnik Musaj (Tirana, 29 december 1973) is een Albanees voormalig wielrenner. Hij won zevenmaal achter elkaar het eindklassement in de Ronde van Albanië.

## Carrière
Musaj nam namens Albanië deel aan de wegwedstrijd op de Olympische Zomerspelen van 1996, waar hij de finish niet haalde. Later dat jaar eindigde hij op plek 38 op het wereldkampioenschap tijdrijden.

## Belangrijkste overwinningen
1995
Eindklassement Ronde van Albanië
1996
Eindklassement Ronde van Albanië
1997
Eindklassement Ronde van Albanië
1998
Eindklassement Ronde van Albanië
 Albanees kampioen op de weg, Elite
1999
Eindklassement Ronde van Albanië
 Albanees kampioen op de weg, Elite
2000
Eindklassement Ronde van Albanië
2001
Eindklassement Ronde van Albanië
2002
 Albanees kampioen op de weg, Elite